# Distretto di Sárospatak
Il distretto di Sárospatak (in ungherese Sárospataki járás) è un distretto dell'Ungheria, situato nella provincia di Borsod-Abaúj-Zemplén.